# Ichnestoma luridipennis
Ichnestoma luridipennis är en skalbaggsart som beskrevs av Hermann Burmeister 1842. Ichnestoma luridipennis ingår i släktet Ichnestoma och familjen Cetoniidae. Inga underarter finns listade i Catalogue of Life.